# Warren (Connecticut)

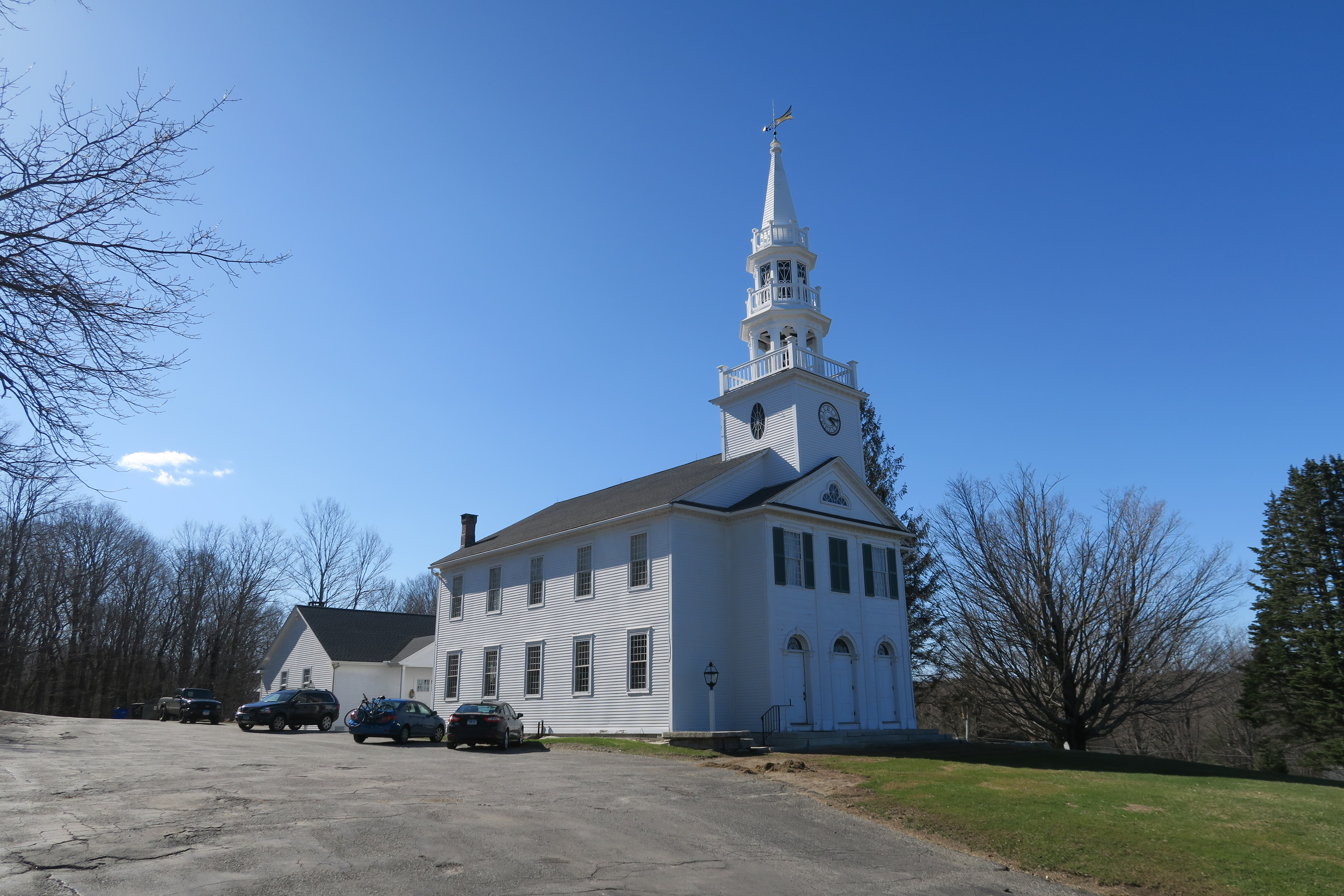
Igreja congregassional de Warren.

Warren é uma cidade no condado de Litchfield, Connecticut, Estados Unidos. A população era 1.461 no censo de 2010, acima dos 1.254 no censo de 2000. A cidade foi batizada em homenagem ao General da Guerra Revolucionária, Joseph Warren.
Em 1º de julho de 2006, o empresário Joseph Cicio colocou a maior parte do distrito comercial de Warren no eBay por $ 5.000.000.